# Haramosh
Haramosh lub Haramosh Peak albo Peak 58 – szczyt w łańcuchu Karakorum w północnym Pakistanie. Jego wysokość, w zależności od źródeł, wynosi od 7397 do 7409 m. 65 km na wschód leży Gilgit. Haramosh góruje nad północnym brzegiem Indusu. Masyw ma dwa wierzchołki: Haramosh oraz Haramosh Kutwal Laila Peak. Haramosh opada ponad 4000 metrowymi ścianami na północ i zachód.
Latem 1957 próbę wejścia na szczyt podjęła brytyjska czteroosobowa wyprawa pod kierownictwem Tony'go Streathera. Dwóch jej członków w trakcie akcji górskiej porwała lawina i mimo wysiłków dramatycznej akcji ratunkowej nie zdołano ich uratować. Dzieje tej wyprawy opisuje Last Blue Moutain, 1. amer. wyd. New York: Doubleday, 1959, polskie tłumaczenie, Haramosh. Góra bez powrotu ukazało się w 2021. Na kanwie książki Barkera BBC wyprodukowała w 1971 30-minutowy film pod tym samym tytułem. 
Pierwsze wejście na Haramosh miało miejsce 4 sierpnia 1958. Dokonali tego austriacy Heinrich Roiss, Stefan Pauer i Franz Mandl. 
Zanotowano później tylko 3 wejścia: 
- 1978 – zespół japoński,
- 1979
- 1988 – 10-osobowa polska wyprawa na dziewiczą 4-kilometrowej wysokości południowo-zachodnią ścianę. 28 lipca szczyt zdobyli Mieczysław Jarosz, Kazimierz Malczyk i Marek Pronobis, a 30 lipca Janusz Baranek, Andrzej Mostek i Kazimierz Wszołek.